# Stertinius splendens
Stertinius splendens là một loài nhện trong họ Salticidae.
Loài này thuộc chi Stertinius. Stertinius splendens được Eugène Simon miêu tả năm 1902.